# Долгих, Филипп Иванович
Фили́пп Ива́нович Долги́х (1919, Излегощи — 2000) — советский философ, кандидат философских наук, начальник Главного архивного управления. Участник Великой Отечественной войны, младший политический руководитель.

## Биография
Окончил Воронежский государственный университет.
В 1941 году окончил краткие офицерские курсы и в звании лейтенанта был отправлен на фронт. Получил тяжёлое ранение, попал в тыловой госпиталь в Уфе. Был оставлен в Уфе на партийной работе.
В 1946 году был переведён в городской комитет ВКП(б) Минска. Окончил Академию общественных наук при ЦК КПСС, в 1955 году защитил кандидатскую диссертацию на тему «Диалектический материализм о материальности мира». В том же году был назначен инструктором Отдела пропаганды ЦК КПСС, затем — директором Музея В. И. Ленина, затем — заведующим сектором Отдела науки и образования ЦК КПСС.
В 1972—1983 годах был начальником Главного архивного управления. Среди его достижений на этом посту — защита от хищений документов Центрального государственного архива древних актов и Центрального государственного архива звукозаписей, освобождение сотрудников архивов от бюрократической работы. В 1972—1976 годах был президентом Международного совета архивов, в 1976 году стал почётным членом совета.

## Награды
- 24 октября 1941 — медаль «За боевые заслуги»[1].
- 29 августа 1944 — медаль «За боевые заслуги»[2].
- Медаль «За победу над Германией в Великой Отечественной войне 1941—1945 годов»[3].
- 6 апреля 1985 — Орден Отечественной войны I степени[4].